# 7 (album Sanny Nielsen)
7 – dziesiąty album studyjny szwedzkiej piosenkarki Sanny Nielsen, wydany 2 lipca 2014 przez Warner Music Sweden.

## Lista utworów
Źródło: swedishcharts.com
| Nr | Tytuł                  | Długość |
| -- | ---------------------- | ------- |
| 1. | „Skydivin”             | 3:34    |
| 2. | „Breathe”              | 3:30    |
| 3. | „Rainbow”              | 3:58    |
| 4. | „Undo”                 | 3:09    |
| 5. | „All About Love”       | 3:25    |
| 6. | „Trouble”              | 3:34    |
| 7. | „Ready”                | 3:51    |
| 8. | „You First Loved Me”   | 3:35    |
| 9. | „Undo” (Acoustic Edit) | 3:18    |

## Notowania na listach sprzedaży
| Kraj    | Lista (2014)  | Najwyższa pozycja |
| ------- | ------------- | ----------------- |
| Szwecja | Top 60 Albums | 1                 |